# Nordpolmarathon
Der Nordpolmarathon (offiziell englisch North Pole Marathon) ist ein Laufwettbewerb über die Marathondistanz von 42,195 Kilometer. Er findet jährlich, aktuell jeweils im April, in der Nähe des Nordpols auf dem zugefrorenen Arktischen Ozean statt. Im Jahr 2015 lag sein Austragungsort beim russischen Forschungscamp Barneo, etwa 50 km vom Nordpol entfernt.

## Geschichte
Als erster Nordpolmarathon gilt der Lauf des Iren Richard Donavan am 5. April 2002, der die Strecke an diesem Tag allein lief.
Am 17. April 2003 fand der erste Nordpolmarathon mit mehreren Teilnehmern statt, 10 Läufer gingen an den Start, darunter eine Frau, die US-Amerikanerin Mary Ritz, die somit die erste weibliche Läuferin bei dem Wettbewerb war.
Im Jahr 2004 musste der Marathon wegen Streitigkeiten zwischen französischen und russischen Offiziellen abgesagt werden. Danach fand er wieder regelmäßig jährlich statt.
Nach Angaben des Veranstalters nahmen im Jahr 2015 45 Läufer aus 22 Nationen teil.
Der Nordpolmarathon 2018 fand am 15. April 2018 mit 62 Teilnehmern statt, unter ihnen auch ein körperbehinderter Sportler, der Singapurer Shariff Abdullah, dem der linke Fuß und ein Teil des Unterschenkels fehlt und der mit einer Prothese läuft.
Von 2019 bis 2022 fiel der Nordpolarmarathon aus.

## Besonderheiten
Der Nordpolmarathon ist der weltweit einzige zertifizierte Marathon, der nicht auf Land, sondern auf einem zugefrorenen Gewässer gelaufen wird; er ist zudem durch die Guinness World Records Company als nördlichster Marathon der Welt registriert.
Zum Schutz der Läufer vor Eisbären stehen mit Gewehren bewaffnete Posten an der Laufstrecke.
Aus Sicherheitsgründen wird auf einem meist nur ca. 4 Kilometer langen Rundkurs gelaufen, der für die Marathondistanz entsprechend ca. 10-mal zu absolvieren ist.
Die Außentemperatur am Nordpol liegt im April tagsüber bei ca. −30 Grad Celsius, bei den Veranstaltungen wurden jedoch auch Temperaturen unter −40 Grad Celsius gemessen.
Die Teilnehmer haben eine Teilnahmegebühr zu zahlen. Diese hat 15.000 Euro im Jahr 2019 betragen und eine Unterkunft, Flüge und andere Leistungen beinhaltet.

## Rekorde
Der Streckenrekord der Männer liegt bei 3 Stunden 36 Minuten und 10 Sekunden, aufgestellt vom Iren Thomas Maguire im Jahr 2007.
Der Rekord der Frauen liegt bei 4 Stunden 52 Minuten und 45 Sekunden, aufgestellt von der Deutschen Anne-Marie Flammersfeld im Jahr 2014.
Aufgrund stark variierender Verhältnisse des Eis- und Schneebodens und erheblicher Witterungsunterschiede fallen die Zeiten der besten Läufer von Jahr zu Jahr sehr unterschiedlich aus.

## Veranstalter
Veranstalter des Nordpolmarathons ist die Firma Polar Running Adventures, die auch andere Laufwettbewerbe an besonderen Orten veranstaltet, darunter den Antarctic Ice Marathon. Leiter dieser Firma ist der Läufer Richard Donovan.